# Canis lupus orion
El lobo de Groenlandia (Canis lupus orion) es una subespecie del lobo gris,  que habita en la isla de Groenlandia.
Sujeta a una fuerte controversia debido a su proximidad a la gama del lobo ártico, el lobo de Groenlandia ha sido puesto en duda como subespecie por diversos autores, que lo consideraban en realidad parte de los lobos árticos. La mayoría de los biólogos, no obstante, aceptan el hecho de que el lobo de Groenlandia emigrara desde Canadá atravesando el hielo del mar congelado entre las dos regiones, una actividad que a menudo se documenta en los tiempos modernos, cuando el estrecho de Nares se congela. Se cree que pudieron ser ejemplares llegados desde otras zonas del norte de América que quedaron atrapados en el norte de la isla durante la glaciación de Wisconsin, expandiéndose tiempo después por el resto de la isla y llegando a otras islas cercanas como las islas de la Reina Isabel. Uno de los principales problemas para su clasificación radica en el hecho de que la población de lobos es muy baja en Groenlandia dificultando su localización y estudio e impidiendo su comparación con los estudios realizados sobre otras subespecies de lobo residentes en otras regiones de Norteamérica que se encuentran mejor estudiadas y documentadas.
Se describe de tamaño pequeño y altura media, gracias a cinco ejemplares que fueron capturados, sin embargo las circunstancias en que estas capturas se produjeron hacen sospechar a los investigadores que dichos ejemplares podrían estar afectados por desnutrición.